# Nadda
Nadda (arab. ندة) – wieś w Syrii, w muhafazie Aleppo. W 2004 roku liczyła 305 mieszkańców.